# Колосова, Ирина Викторовна
Ири́на Ви́кторовна Ко́лосова (род. 14 декабря 1982, Воронеж, Россия) — российская домристка.

## Краткая биография
Выпускница Московского Государственного института музыки им. А. Г. Шнитке и Российской академии музыки им. Гнесиных, класс профессора Цыганкова А.А.Лауреат Международных и Всероссийских конкурсов .
Солистка оркестра русских народный инструментов «Москва», ансамблей Артис-квинтет и Русский класс.

## Исполнительский вклад
Ириной Колосовой были сделаны множество транскрипций, существенно расширившие камерно-ансамблевый репертуар. русских народных инструментов. Это, прежде всего, транскрипции европейской клавирной музыки эпохи позднего барокко (в особенности Доменико Скарлатти).
В течение последних лет, ей были осуществлены премьеры сочинений московских композиторов: Дарьи Полевой (в составе ансамбля Артис-квинтет), а также нескольких сочинений Григория Зайцева: Musica trista — для домры и оркестра (в качестве солистки) и «Русский контрапункт» (в составе ансамбля Артис-квинтет)-представляющие собой первые образцы музыки для русских народных инструментов написанные в эстетике минимализма.

## Награды
- Лауреат IV Международного конкурса «Кубок Севера» (2000 г.)
- VI Всероссийского конкурса, посвященного В. В. Андрееву (2001 г.)
- Гран-при Международного конкурса в Бельгии в составе ансамбля «Русский класс» (Руководитель Г. М. Ом)
- I Международного конкурса-фестиваля «Современное искусство и образование» в номинации «Камерный ансамбль»
- IV Московского международного фестиваля музыки русских усадеб «Дворянские сезоны» в составе ансамбля «Артис-квинтет»
- Стипендиат Министерства культуры РФ
- Стипендиат Фонда «Русское исполнительское искусство».